# Tenuiphantes lagonaki
Tenuiphantes lagonaki es una especie de araña araneomorfa del género Tenuiphantes, familia Linyphiidae. La especie fue descrita científicamente por Tanasevitch, Ponomarev & Chumachenko en 2016.
La longitud del cuerpo es de aproximadamente 2,13 milímetros. Habita en zonas y áreas subalpinas. La especie se distribuye por Rusia.